# 벌컨군

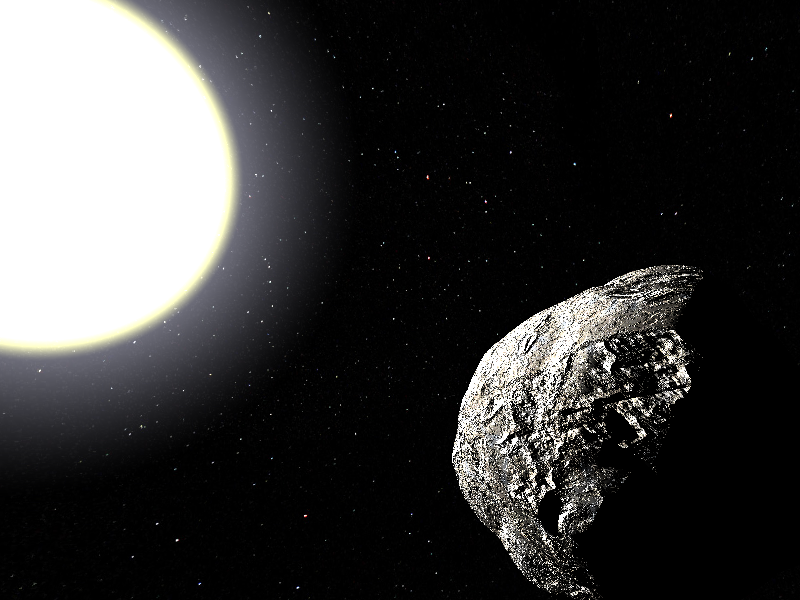
벌컨군의 상상도.

벌컨군(영어: Vulcanoid)은 수성 안쪽의 이론적인 안정한 궤도에 존재하는 가설 상의 소행성군으로, 이름은 수성 안쪽에 있으리라 추정되었던 가상의 행성 벌컨에서 따 왔다. 현재까지 발견된 벌컨군 소행성은 없으며, 존재할 가능성 또한 불투명하다.
벌컨군이 존재한다면 크기가 작고 태양의 밝은 빛에 가려 관측되지 못할 가능성이 높다. 위치가 태양 옆이기 때문에 일출·몰이나 일식이 일어날 때만 관측을 진행할 수 있다. 벌컨군이 존재한다면 크기는 100 m ~ 6 km 사이일 것이며 중력적으로 안정한 지역의 끝 부분에 위치할 것으로 추정된다.
벌컨군 천체가 발견된다면 태양계 형성 초기의 물질이 존재할 수 있으며, 태양계가 어떻게 현재의 모습을 갖추었는지에 대한 정보를 제공할 것이다. 태양계에서 중력적으로 안정한 모든 지역에는 천체가 존재하는 것으로 판명되기는 했지만, 야르콥스키 효과 등 중력과 상관없는 힘이 작용하고 있고, 태양계 형성 초기 행성 이동으로 인해 벌컨군 지역에 천체가 남아있지 않을 수도 있다.

## 역사
수성 궤도 안쪽에 존재하는 천체의 존재는 오랫동안 예측되었고 많은 관측이 행해졌다. 1611년 독일 천문학자 크리스토프 샤이너는 자신이 태양 앞을 통과하는 작은 천체를 관측했다고 발표했지만, 이후 흑점으로 밝혀졌다. 1850년대 위르뱅 르베리에는 수성의 궤도를 정밀하게 계산하여 수성 궤도 상의 근일점 세차 운동의 작은 오차를 발견하고, 이 현상은 수성 궤도 안쪽에 작은 행성이나 소행성대가 존재하면 설명할 수 있을 것이라고 하였다. 얼마 지나지 않아 아마추어 천문학자 에드몬드 레카보가 르베리에의 가상의 행성이 태양을 통과하는 현상을 관측했다고 주장했으며, 벌컨이라는 이름까지 붙었지만 행성은 다시는 관측되지 않았으며 수성의 세차 운동은 1915년 아인슈타인의 일반 상대성이론을 통해 설명되었다. 벌컨군이라는 이름은 행성 벌컨에서 왔다. 레카보가 본 것은 흑점이라고 추정되고 있다.

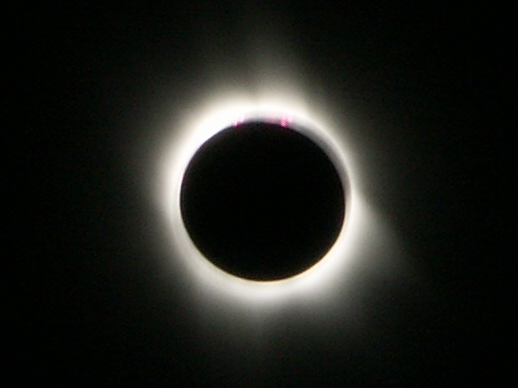
개기일식의 모습으로, 지상에서 벌컨군을 관측할 수 있는 기회이다.

벌컨군이 존재한다면 바로 옆 태양의 빛 때문에 발견이 매우 힘들 것이며, 지상에서의 관측은 일출·몰이나 일식이 일어날 때로만 제한된다. 1900년대 초 일식 진행 시 여러 탐사가 진행되었지만 벌컨군은 하나도 발견되지 않았다. 또한 태양빛에 의한 손상이 일어나기 때문에, 일반적인 망원경을 벌컨군 탐사에 사용할 수는 없다.
1998년 소호 위성의 자료를 분석한 결과 밝기 7등급 이상의 천체는 존재하지 않았으며, 이는 반사율을 수성 정도로 추정했을 때 지름 60 km에 해당한다. 또한, 상대성이론을 통해 추정한 0.18 AU 지점에 존재하는 대형 소행성의 존재 가능성 또한 부정되었다.
최근에는 대기의 영향을 줄이기 위해 대기권 위쪽으로 장비를 보내 벌컨군을 발견하려는 시도도 있었다. 2000년 행성학자 앨런 스턴은 록히드 U-2를 사용해 벌컨군 지역을 조사했고, 2002년 앨런 스턴과 단 두르다는 같은 관측을 F-18에서 진행했다. 2004년 뉴멕시코 사막에서 준궤도 로켓에 카메라를 달아 발사해 벌컨군을 찾으려는 시도도 있었다. 로켓은 고도 274 km까지 올라갔고 사진 5만 장 이상을 촬영했지만, 기술적 문제가 있었으며 어떠한 사진에도 벌컨군은 없었다.
STEREO 탐사선은 벌컨군 천체를 발견하지 못했으며, 크기 5.7 km 이상의 천체가 존재할 가능성 또한 거의 소거하였다. 메신저 탐사선은 벌컨군 지역 외곽의 사진을 몇 장 촬영했으나, 장비를 태양으로부터 보호하기 위해 제대로 된 탐사를 진행하지는 못했다. 2015년 탐사선이 퇴역할 때까지 벌컨군이나 벌컨군의 존재 증거를 발견하지 못했다.

## 궤도
벌컨군은 궤도 긴반지름이 수성( 0.387 AU)보다 안쪽에 있는 소행성으로 정의되며, 선그레이징 혜성같은 천체는 궤도 근점이 수성의 안쪽에 있지만 긴반지름은 수성을 넘기 때문에 포함되지 않는다.

수성, 금성, 지구의 궤도와 비교한, 벌컨군이 존재할 가능성이 있는 지역(주황색).

벌컨군의 존재 지역은 태양으로부터 0.06 ~ 0.21 AU 떨어진, 수성 안쪽의 중력적으로 안정한 지역이라고 추정된다. 태양계에 존재하는 다른 중력적으로 안정한 지역에는 모두 천체가 존재했지만, 벌컨군 지역은 복사압, 포인팅-로버트슨 효과, 야르콥스키 효과 등 중력과 상관없는 힘이 작용하고 있기 때문에 기존에 존재하던 천체가 모두 사라졌을 가능성이 있다. 만약 1 km 이상 정도 크기의 벌컨군이 존재한다면 개수는 300 ~ 900개 정도밖에 없을 것으로 추정된다. 2020년 연구에서는 YORP 효과를 통해 100 km 정도의 벌컨군 천체가 강한 회전을 통해 작은 천체로 분해되어, 야르콥스키 효과로 벌컨군 지역 바깥으로 밀려나는 과정을 통해 분해됨을 보였으며, 이 또한 벌컨군이 존재하지 않는 이유가 될 수 있다.
벌컨군 지역이 중력적으로 안정한 이유는 주변에 행성이 하나밖에 없기 때문으로, 카이퍼대와 유사하다. 벌컨군 지역의 최외곽부는 태양으로부터 0.21 AU 떨어져 있으며, 이보다 멀면 수성과의 상호작용으로 궤도가 불안정해지고 1억 년에 걸쳐 수성 횡단 소행성으로 변화한다. 안쪽 경계는 정확하게 정의되지 않았지만, 0.06 AU보다 가까우면 포인팅-로버트슨 효과와 야르콥스키 효과가 특별히 강하게 작용하고, 0.09 AU 지점에서조차 온도가 1000 K 이상으로 암석이 승화하기 충분하다.
벌컨군의 최대 추정 개수는 소행성대에 비해 매우 적다. 벌컨군 지역의 천체 간 충돌은 빈번하고 강하게 일어났을 것이며, 천체 자체가 파괴되는 경우도 상당했을 것이다. 벌컨군이 존재할 가능성이 가장 높은 곳은 벌컨군 지역 최외곽의 원 궤도로, 황도에 대한 궤도 경사가 10° 이상 될 가능성은 거의 없다. 수성 트로이군의 존재 가능성 또한 있다.

## 물리적 성질
벌컨군이 존재한다면 크기는 매우 작을 것으로 추정된다. STEREO 등 탐사선의 조사를 통해 6 km 이상 크기의 소행성이 존재할 가능성은 소거되었고, 0.2 μm 이하의 먼지는 복사압으로 밀려나고, 70 m 이하 물체는 포인팅-로버트슨 효과를 통해 태양으로 끌려가기 때문에, 최소 크기는 100 m 가량으로 여겨진다. 크기 제한 사이, 1 km ~ 6 km 정도 크기의 소행성이 존재할 가능성은 있다. 온도 또한 높아 빨간색으로 빛날 가능성도 있다.
벌컨군의 구성 성분은 녹는점이 높은 철이나 니켈 등으로 추정된다. 레골리스는 가루 물질이기 때문에 야르콥스키 효과를 크게 받아 존재하지 않으리라 여겨진다. 벌컨군의 색상과 반사율은 수성과 비슷할 것이며, 태양계 형성 초기의 물질이 남아있을 수 있다.
수성의 맨틀이 다른 지구형 행성에 비해 얇은 이유를 수성 형성 초기 거대한 충돌로 인해 지각과 맨틀이 날아갔기 때문이라고 설명하는 이론이 있는데, 만약 이 충돌이 실제로 일어났다면 파편 대부분이 아직 벌컨 지역에서 공전하고 있을 가능성이 높다.

## 중요성
벌컨군 천체가 발견된다면 새로운 천체의 분류가 생긴다는 점 자체로서도 관심을 끌지만, 존재 여부에 따라 태양계의 형성과 진화에 대한 정보를 얻을 수 있다. 벌컨군에는 행성 형성 초기의 물질이 보존되어 있을 가능성이 있으며, 지구형 행성(특히 수성)의 형성 원리를 알아낼 수 있다. 벌컨군이 충돌하는 천체는 수성밖에 없다고 간주할 수 있기 때문에 충돌구법으로 계산한 수성의 나이가 현재의 계산치보다 더 오래됐다고 결론지을 수 있다. 벌컨군이 존재하지 않는다고 밝혀진다면 행성 형성의 제약 조건을 새로이 알 수 있으며 행성 이동 등 어떠한 기작이 내태양계에 작용하고 있음을 암시한다.

## 같이 보기
- 아티라 소행성군
- 소행성군
- 크로이츠 혜성군
- 수성 횡단 소행성 목록
- 벌컨 (행성)